# 派恩里奇鎮區 (阿肯色州門羅縣)
派恩里奇鎮區（英語：Pine Ridge Township）是位於美國阿肯色州門羅縣的一個行政鎮區。

## 地方資料
派恩里奇鎮區的面積為50.73平方千米，當中陸地面積為50.71平方千米，而水域面積為0.02平方千米。根據2010年美國人口普查的數據，當地共有人口99人，而人口密度為每平方千米1.95人。